# Campionati europei di atletica leggera 2022 - Lancio del martello maschile
La specialità del lancio del martello maschile dei campionati europei di atletica leggera 2022 si è svolta tra il 17 e il 18 agosto all'Olympiastadion di Monaco di Baviera, in Germania.

## Podio
| Pos.    | Atleta           | Nazionalità | Tempo   | Note |
| ------- | ---------------- | ----------- | ------- | ---- |
| Oro     | Wojciech Nowicki | Polonia     | 82,00 m |      |
| Argento | Bence Halász     | Ungheria    | 80,92 m |      |
| Bronzo  | Eivind Henriksen | Norvegia    | 79,45 m |      |

## Record
Prima di questa competizione, il record del mondo (RM), il record europeo (EU) ed il record dei campionati (RC) sono i seguenti:
| Record                | Prestazione | Atleta                        | Data                                          | Competizione |
| --------------------- | ----------- | ----------------------------- | --------------------------------------------- | ------------ |
| Record mondiale       | 86,74 m     | Jurij Sedych Unione Sovietica | 30 agosto 1986 Stoccarda, Germania dell'Ovest | Europei 1986 |
| Record europeo        | 86,74 m     | Jurij Sedych Unione Sovietica | 30 agosto[1986 Stoccarda, Germania dell'Ovest | Europei 1986 |
| Record dei campionati | 86,74 m     | Jurij Sedych Unione Sovietica | 30 agosto 1986 Stoccarda, Germania dell'Ovest | Europei 1986 |

### Campione in carica
Il campione europeo in carica era:
| Campione | Atleta  | Prestazione              | Data                            | Competizione |
| -------- | ------- | ------------------------ | ------------------------------- | ------------ |
| Europeo  | 80,12 m | Wojciech Nowicki Polonia | 7 agosto 2018 Berlino, Germania | Europei 2018 |

### La stagione
Prima di questa gara, gli atleti europei con le migliori tre prestazioni dell'anno erano:
| Pos. | Atleta                   | Prestazione | Data                               |
| ---- | ------------------------ | ----------- | ---------------------------------- |
| 1    | Paweł Fajdek Polonia     | 81,98 m     | 16 luglio 2022 Eugene, Stati Uniti |
| 2    | Wojciech Nowicki Polonia | 81,58 m     | 14 maggio 2022 Chorzów, Polonia    |
| 3    | Valeriy Pronkin Russia   | 81,12 m     | 13 febbraio 2022 Soči, Russia      |

## Risultati

### Qualificazioni
Si qualificano alla finale gli atleti che raggiungono i 77,50 m (Q) o i migliori dodici (q).
| Pos | Gruppo | Atleta                 | Nazionalità   | 1ª prova | 2ª prova | 3ª prova | Risultato | Note |
| --- | ------ | ---------------------- | ------------- | -------- | -------- | -------- | --------- | ---- |
| 1   | B      | Paweł Fajdek           | Polonia       | 75,78    | 79,76    |          | 79,76     | Q    |
| 2   | A      | Wojciech Nowicki       | Polonia       | 78,78    |          |          | 78,78     | Q    |
| 3   | B      | Mykhaylo Kokhan        | Ucraina       | 75,08    | 75,48    | 77,85    | 77,85     | Q    |
| 4   | B      | Bence Halász           | Ungheria      | 77,72    |          |          | 77,72     | Q    |
| 5   | B      | Eivind Henriksen       | Norvegia      | 77,27    | x        | x        | 77,27     | q    |
| 6   | A      | Quentin Bigot          | Francia       | 77,22    | 77,11    | -        | 77,22     | q    |
| 7   | A      | Hilmar Örn Jónsson     | Islanda       | x        | 72,87    | 76,33    | 76,33     | q    |
| 8   | B      | Christos Frantzeskakis | Grecia        | 76,33    | x        | -        | 76,33     | q    |
| 9   | B      | Nick Miller            | Gran Bretagna | 72,67    | 76,09    | -        | 76,09     | q    |
| 10  | A      | Ragnar Carlsson        | Svezia        | 74,65    | x        | 73,72    | 74,65     | q    |
| 11  | B      | Serghei Marghiev       | Moldavia      | 74,26    | 73,92    | 73,46    | 74,26     | q    |
| 12  | A      | Javier Cienfuegos      | Spagna        | x        | 73,26    | 71,91    | 73,26     | q    |
| 13  | B      | Marcin Wrotyński       | Polonia       | 71,86    | x        | 68,03    | 71,86     |      |
| 14  | A      | Dániel Rába            | Ungheria      | 70,32    | 71,59    | 71,14    | 71,59     |      |
| 15  | A      | Henri Liipola          | Finlandia     | x        | 71,55    | 71,32    | 71,55     |      |
| 16  | B      | Tuomas Seppänen        | Finlandia     | 71,24    | 70,70    | 68,90    | 71,24     |      |
| 17  | A      | Mykhailo Havryliuk     | Ucraina       | 70,50    | 71,14    | x        | 71,14     |      |
| 18  | A      | Aaron Kangas           | Finlandia     | 71,08    | x        | 67,60    | 71,08     |      |
| 19  | A      | Mihail Anastasakis     | Grecia        | 70,49    | 70,84    | x        | 70,84     |      |
| 20  | B      | Jean-Baptiste Bruxelle | Francia       | x        | 70,79    | 69,81    | 70,79     |      |
| 21  | B      | Alexandros Poursanidis | Cipro         | x        | 66,70    | 70,56    | 70,56     |      |
| 22  | A      | Özkan Baltacı          | Turchia       | 67,84    | 70,34    | x        | 70,34     |      |
| 23  | B      | Denzel Comenentia      | Paesi Bassi   | x        | 68,89    | x        | 68,89     |      |
| 24  | A      | Thomas Mardal          | Norvegia      | x        | 68,55    | 68,56    | 68,56     |      |
|     | A      | Yann Chaussinand       | Francia       | x        | x        | x        | nm        |      |
|     | A      | Krisztián Pars         | Ungheria      | x        | x        | x        | nm        |      |

### Finale
| Pos     | Atleta                 | Nazionalità   | 1ª prova | 2ª prova | 3ª prova | 4ª prova | 5ª prova | 6ª prova | Risultato | Note                                     |
| ------- | ---------------------- | ------------- | -------- | -------- | -------- | -------- | -------- | -------- | --------- | ---------------------------------------- |
| Oro     | Wojciech Nowicki       | Polonia       | 78,95    | 80,90    | 80,91    | 80,66    | 82,00    | x        | 82,00     | Miglior prestazione mondiale stagionale  |
| Argento | Bence Halász           | Ungheria      | 78,20    | 78,26    | 80,92    | x        | 78,46    | x        | 80,92     | Miglior prestazione personale            |
| Bronzo  | Eivind Henriksen       | Norvegia      | x        | 77,60    | x        | 79,45    | 78,18    | 77,88    | 79.45     |                                          |
| 4       | Paweł Fajdek           | Polonia       | x        | x        | 78,43    | 78,49    | 79,03    | 79,15    | 79,15     |                                          |
| 5       | Mykhaylo Kokhan        | Ucraina       | 78,48    | x        | 77,09    | x        | x        | x        | 78,48     |                                          |
| 6       | Christos Frantzeskakis | Grecia        | 71,76    | 75,79    | 76,92    | 74,84    | x        | 78,20    | 78,20     | Miglior prestazione personale            |
| 7       | Quentin Bigot          | Francia       | 75.23    | x        | x        | 75,48    | 76,67    | 77,48    | 77,48     |                                          |
| 8       | Nick Miller            | Gran Bretagna | 75,92    | 75,89    | x        | x        | 75,35    | 77,29    | 77,29     | Miglior prestazione personale stagionale |
| 9       | Ragnar Carlsson        | Svezia        | x        | 69,51    | 74,00    |          |          |          | 74,00     |                                          |
| 10      | Serghei Marghiev       | Moldavia      | 73,89    | 72,88    | 73,75    |          |          |          | 73,89     |                                          |
| 11      | Javier Cienfuegos      | Spagna        | 71,96    | 72,18    | 73,06    |          |          |          | 73,06     |                                          |
| 12      | Hilmar Örn Jónsson     | Islanda       | x        | 70,03    | x        |          |          |          | 70,03     |                                          |